# ایلومیناتی در فرهنگ مردمی

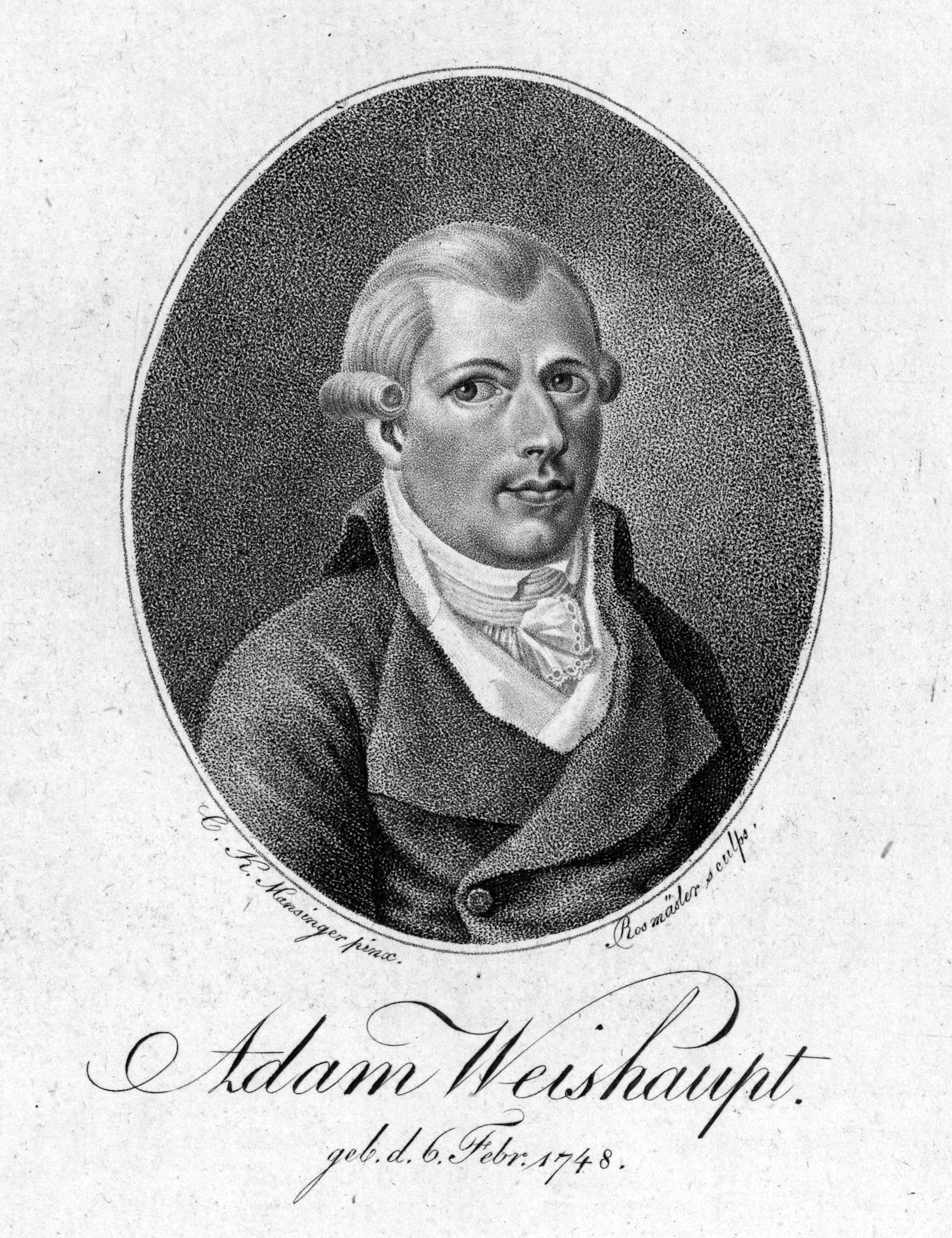
آدام وایسهاوپت، بنیانگذار فرقه ایلومیناتی.

ایلومیناتی که توسط آدام وایسهاوپت در سال ۱۷۷۶ در بایرن تأسیس شد، در فرهنگ عامه، در کتاب‌ها و کمیک‌ها، تلویزیون و فیلم‌ها و بازی‌ها مورد اشاره قرار گرفته‌است. تصور بر این رفته که تعدادی از رمان نویسان، نمایشنامه نویسان و آهنگسازان که از اعضای ایلومیناتی بوده‌اند و این را در آثار خود منعکس کرده‌اند. تئوری‌های توطئه اولیه پیرامون ایلومیناتی الهام‌بخش آثار خلاقانه مختلفی بوده و همچنان ادامه دارد.

## کتاب و کمیک
- ادبیات گوتیک علاقه خاصی به موضوع ایلومیناتی داشت. راهنمای ادبیات گوتیک کمبریج بیان می‌کند که خوانندگان «علاقه رسوایی آوری برای داستان‌های آلمانی ایلومیناتی» داشتند.[۱] ایلومیناتی در فیلم اسرار وحشتناک، مانند مقدمه مونتاگ سامرز برای چاپ مجدد آن نقشی دارد. ایلومیناتی همچنین در دو تقلید طنزآمیز از ژانر گوتیک ، نورثنگر ابی اثر جین آستن و ابی کابوس اثر توماس لاو پیکاک که هر دو به اسرار وحشتناک نیز اشاره دارند ظاهر می‌شوند.[۲]
- تعدادی از نویسندگان به دلیل اشتیاق پرسی بیش شلی به متن اولیه ضد ایلومیناتی، خاطرات نشان دهنده تاریخ ژاکوبنیسم (۱۷۹۷–۱۷۹۸)، به آشنایی مری شلی با متن اولیه ضد ایلومیناتی اشاره کرده‌اند. آنها تأثیر خاطرات در فرانکشتاین را توصیف می‌کنند و به هیولای فرانکنشتاین به عنوان آمیزه‌ای از ایده‌های تحت تأثیر ایلومیناتی شلی و همچنین خود ایلومیناتی اشاره می‌کنند، و این که هیولا در اینگولشتات، که ایلومیناتی‌ها در آن شکل گرفته بودند، ایجاد شد.[۳][۴]
  - رابرت آنتون ویلسون همچنین Cosmic Trigger I: The Final Secret of Illuminati را در ۱۹۷۷، The Illuminati Papers در ۱۹۸۰، Mask of Illuminati در ۱۹۸۱، و The Historical Illuminatus Chronicles را در دهه‌های ۱۹۸۰ و ۱۹۹۱ منتشر کرد.
- آونگ فوکو اثر اومبرتو اکو یک رمان هزارتویی در سال ۱۹۸۸ است که در مورد انواع انجمن‌های مخفی، از جمله ایلومیناتی و رزیکلاسیان است.[۵]
- فرشتگان سقوط کرده اثر برنارد کورنول (با نام مستعار سوزانا کلز) (۱۹۸۴). داستانی عاشقانه در سایه گیوتین انقلابی پاریس و محوطه قلعه لازندر در انگلستان. توطئه ایلومیناتی برای آوردن انقلاب به انگلستان یک موضوع اصلی است.
- فرشتگان و شیاطین (عنوان آلمانی: Illuminati)، اثر دن براون در سال ۲۰۰۰ پیش از انتشار رمز داوینچی در سال ۲۰۰۳، در مورد یک دستور ظاهری ایلومیناتی برای نابود کردن دشمن خود، کلیسای کاتولیک با استفاده از ضد ماده برای منفجر کردن واتیکان در حین مجمع انتخاب پاپ است. در این رمان جنبش ایلومیناتی توسط گالیلئو گالیله و دیگران به عنوان یک واکنش روشنگرانه به آزار و اذیت کلیسای کاتولیک پایه‌گذاری شد. آنها ابتدا در ایتالیا مستقر بودند، اما پس از اعدام چهار عضو اصلی توسط واتیکان فرار کردند. ظاهراً چهار کلیسا در رم برای آنها وجود دارد که هر کدام نمایانگر یکی از چهار عنصر است. در واقع، ایلومیناتی‌ها واقعاً منقرض شده‌اند و رویدادهای کتاب به عنوان بخشی از یک طرح پیچیده توسط پادقهرمان مرکزی آن تنظیم شده‌است.[۶] این نیز داستان فیلمی به همین نام است. سایمون کاکس، نویسنده شکستن کد داوینچی، همچنین کتاب روشنگر فرشتگان و شیاطین را نوشت که در آن حقایق پشت نشانه‌های بت پرستان و جوامع مخفی را در فرشتگان و شیاطین توضیح می‌دهد.[۷]
- در رمان‌های خون‌آشام مایکل رامکی، ایلومیناتی‌ها دسته‌ای از خون‌آشام‌های خیرخواه هستند که از چهره‌های مشهور بسیاری در طول تاریخ (بتهوون، موتزارت و غیره) تشکیل شده‌اند. شخصیت اصلی، دیوید پارکر، به این محفل می‌پیوندد، اما بعداً ترکش می‌کند.[۸]
- در کتاب ایلومیناتی لری بورکت، «جامعه» به دنبال قدرت جهانی است.[۹]
- در جنگ و صلح نوشته لئو تولستوی ، کنت پیر بزوخوف، از فراماسونرها، متهم به تلاش برای معرفی آرمان‌های ایلومینیسم به لژ خود است.
- در مانگای Blue Exorcist از کازوئو کاتو، ایلومیناتی‌ها یک سازمان مخفی هستند که با محفل صلیب حقیقی (سازمان جن گیرهایی که در کشتن شیاطین تخصص دارد) و در نتیجه خود واتیکان که نظم را کنترل می‌کند مخالفند. هدف آنها ادغام دنیای انسان‌ها و دنیای شیاطین است تا شیطان، پادشاه همه شیاطین، بتواند بر نظم جهانی جدید حکومت کند.
- ایلومیناتی‌ها گروهی خیالی از ابرقهرمانان هستند که در کتاب‌های کمیک آمریکایی منتشر شده توسط مارول کامیکس حضور دارند. شخصیت‌های آن به هم پیوستند و مخفیانه در پشت صحنه کار می‌کنند. ایلومیناتی در اولین حضور منتشر شده خود در انتقامجویان نو شماره ۷ (ژوئیه ۲۰۰۵)، نوشته برایان مایکل بندیس، شروع شد (از طریق داستان retcon). تاریخچه آنها در ویژه New Avengers: Illuminati (مه ۲۰۰۶) مورد بحث قرار گرفت. مشخص شد که این گروه مدت کوتاهی پس از جنگ کری-اسکرول تشکیل شده‌است.
- فیلیپ هوزه فارمر در کتاب‌های تارزان زنده (۱۹۷۲) و داک ساویج: زندگی آخرالزمانی او (۱۹۷۳) و سیاهه دیگر فیلیاس فاگ (۱۹۷۳) شخصیت‌های داستانی را به ایلومیناتی، توطئه‌ها و تئوری‌های توطئه مختلف مرتبط می‌کند.

## تلویزیون و فیلم
- در فیلم لارا کرافت: مهاجم مقبره ساخته سایمون وست در سال ۲۰۰۱، گروهی از شرورهای جامعه بالا خود را ایلومیناتی می‌نامند و نقشه‌ای برای حکومت بر جهان دارند. آنها به همراه پدر لارا کرافت ادعا می‌کنند که ایلومیناتی‌ها برای این منظور از چهار هزار سال پیش وجود داشته‌اند.[۱۰][۱۱]
- در لوسیفر، فیلم مالایاامی پریتویراج سوکوماران در سال ۲۰۱۹، نوشته مورالی گوپی، شخصیتی که موهن لال آن را بازی می‌کند، یکی از اعضای ایلومیناتی است. بسیاری از نشانه‌ها و نمادهای ایلومیناتی در طول فیلم استفاده شده‌است.[۱۲][۱۳]

## بازی‌ها
- چندین بازی از استیو جکسون گیمز بر اساس اسطوره‌ها ساخته شده‌اند: بازی ورق ایلومیناتی و بازی جمع‌آوری کارت آن Illuminati: New World Order و بازی نقش‌آفرینی GURPS ایلومیناتی.[۱۴]
- در بازی نقش‌آفرینی برخط چندنفره گسترده The Secret World، ایلومیناتی یکی از سه جناح قابل بازی است.[۱۵]
- در سری بازی‌های ویدیویی مبارز خیابانی، ایلومیناتی (که انجمن مخفی نیز نامیده می‌شود) یک سازمان مخفی به رهبری گیل است که می‌خواهد یک مدینه فاضله برای همه انسان‌ها پیدا کند. آنها در بازی مبارز خیابانی ۳ به عنوان یک سازمان جنایتکار مشابه شادالو برجسته هستند.[۱۶]
- ایلومیناتی اغلب در سری بازی‌های ویدئویی نقش آفرینی سایبرپانک دئوس اکس به عنوان یک جناح بزرگ ظاهر می‌شود.
  - در اولین دئوس اکس، ایلومیناتی در یک کودتای داخلی توسط بخش تحقیقاتی Majestic 12 خود تقریباً نابود شدند. وقایع بازی بخشی از جنگ قدرت بین ایلومیناتی، Majestic-12 و دیگر جناح‌هایی است که سعی می‌کنند مخفیانه جهان را تصرف کنند.
  - در Deus Ex: Invisible War، ایلومیناتی با موفقیت پس از «فروپاشی» احیا شد، رویدادی که شاهد نابودی زیرساخت‌های مخابراتی جهان بود. ایلومیناتی دو جناح رقیب را ایجاد کرد و به‌طور مخفیانه کنترل می‌کند که در جهان پس از فروپاشی به وجود آمدند: سازمان تجارت جهانی ابرسرمایه داری و یک کلیسای فرا فرقه‌ای به نام «کلیسای محفل»، به منظور کنترل بهتر جامعه از طریق تفرقه اجتماعی.
  - در دئوس اکس: تحول انسان، قهرمان داستان، آدام جنسن، متوجه می‌شود که ایلومیناتی‌ها پشت بسیاری از رویدادهای بازی بوده‌اند و تلاش می‌کنند تا گسترش «افزایش‌ها»، اندام‌های مصنوعی پیشرفته‌ای که قادر به بهبود و افزایش عملکرد بدن انسان هستند، را کنترل کنند.

## موسیقی
بسیاری از طرفداران موسیقی مدرن سیاهپوستان آمریکایی، به ویژه موسیقی هیپ هاپ، معتقدند که یک توطئه ایلومیناتی در تولید و بازاریابی آن فعال است. روش‌ها و انگیزه‌های توطئه، و ارتباط آن با این محفل بایرنی، موضوعاتی است که با هر گفت و گو تغییر می‌کند. اعتقاد بر این است که برخی از هنرمندان، مانند جی زی و کانیه وست، عوامل توطئه هستند که از طریق اشعار، نشانه های دست چشم جهان بین یا علائم دیگر، نکاتی را برای شنوندگان خود می‌گذارند. ادبیات توطئه‌ای مربوط به ایلومیناتی در اشعار چندین هنرمند هیپ هاپ ذکر شده‌است. یک اسب رنگ پریده را ببین میلتون ویلیام کوپر، یکی از این آثار است که هم ناز و هم پابلیک انمی به آن اشاره کرده‌اند. کتاب‌های توطئه مشابه دیگری در جوامع سیاهپوست آمریکایی منتشر می‌شوند، که هم هنرمندان و هم شنوندگان با آنها روبرو می‌شوند. جدای از این، برای توضیح اینکه چرا برخی از هنرمندان ثروتمند و مشهور می‌شوند، برخی به‌طور ناگهانی می‌میرند و برخی دیگر مورد توجه قرار نمی‌گیرند، به «ایلومیناتی» توسل می‌شود.